# Hockenheim
Hockenheim (pronunciación en alemán: /ˈhɔkn̩ˌhaɪ̯m/ⓘ) es una población alemana de Baden-Wurtemberg, ubicada unos 10 km al sur de Heidelberg y 20 km al sureste de Mannheim, en la región metropolitana Rhein-Neckar. Es la sede del Gran Premio de Alemania de Fórmula 1, el cual se disputa en el circuito Hockenheimring, en las cercanías de la ciudad.
Hockenheim es una de las seis ciudades más grandes del distrito de Rhein-Neckar; desde 1999 el número de habitantes supera el umbral de 20.000, obteniendo así el título de ciudad central regional (Große Kreisstadt) en 2001. Está hermanada con la ciudad Francesa de Commercy, la ciudad alemana de Hohenstein-Ernstthal en Sajonia y el la ciudad americana de Mooresville

## Circuito de Hockenheim
El Hockenheimring, o Circuito de Hockenheim, es un autódromo localizado en las cercanías de Hockenheim, Alemania, en la región metropolitana Rhein-Neckar. Las principales carreras que ha albergado son el Gran Premio de Alemania de Fórmula 1, primero en 1970 y luego anualmente desde 1977 hasta 2008 (salvo en 1985 y 2007), acompañado primero por Fórmula 3000 y luego por GP2 Series; y el Gran Premio de Alemania del Campeonato Mundial de Motociclismo en numerosas ocasiones entre 1957 y 1994.
Hockenheimring ha sido sede también del Campeonato Mundial de Superbikes (1988-1997 y 1999-2000), el Campeonato Mundial de Sport Prototipos (1966-1967, 1977 y 1985), el Campeonato FIA GT (1997-1999 y 2004).